# Départ lancé
 (septembre 2021).

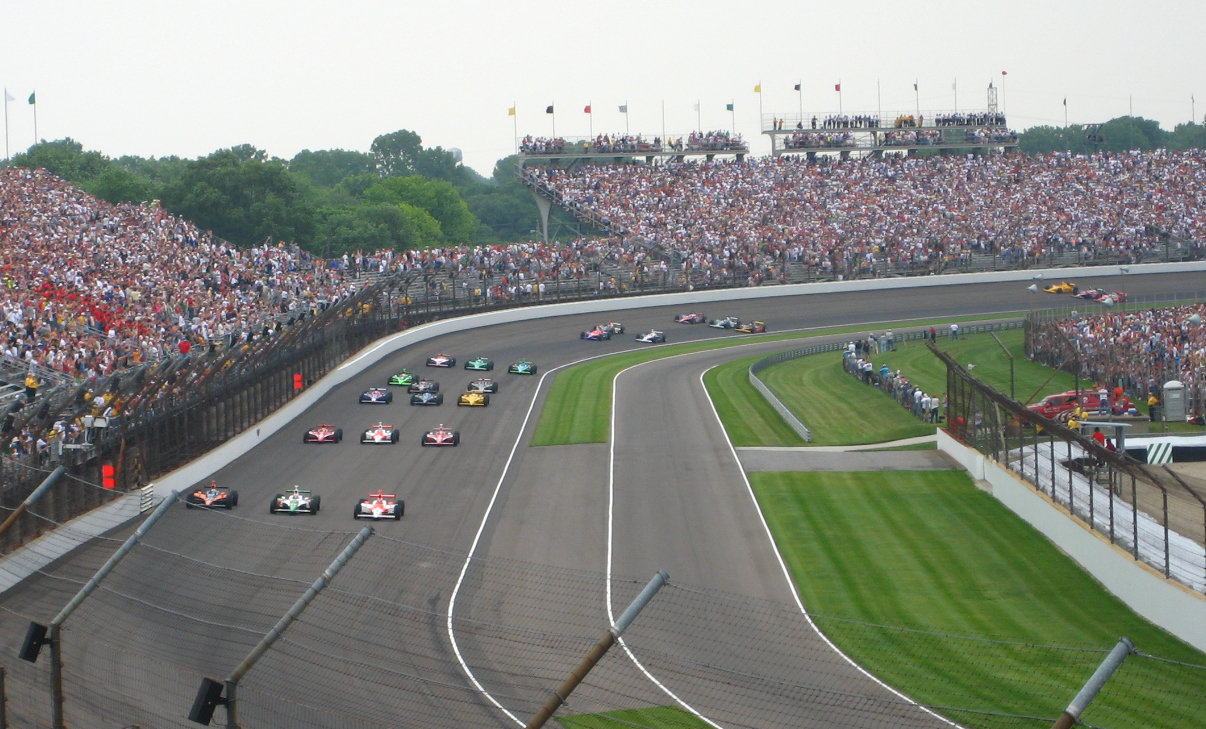
Voitures en formation pour un départ lancé aux 500 miles d'Indianapolis.

Un départ lancé est l'un des deux modes de départ ou de relance utilisé en sport automobile ; par opposé au départ arrêté. Lors d'un départ lancé, les pilotes sont regroupés en formation sur la piste pendant un certain nombre de tours (tour de chauffe ou régime de drapeau jaune) en suivant à vitesse réduite la voiture de sécurité.

## Procédure
Une fois que les conditions de course sont réunies, la voiture de sécurité quitte la piste et rentre aux stands tandis que les commissaires de course brandissent le drapeau vert, signifiant au peloton qu'il est autorisé à accélérer à des vitesses de course. La voiture de sécurité quitte généralement la piste à une certaine distance avant la ligne de départ, et un délai de quelques secondes peut s'écouler entre le départ de la voiture de sécurité et la présentation du drapeau vert. Dans le passé, les pilotes devaient rechercher par eux-mêmes le drapeau, mais avec les évolutions technologiques, cette information est aujourd'hui communiquée également aux pilotes par leur radio, par des panneaux à LEDs situés sur la piste ainsi que dans la zone d'accélération, marquée par une ligne ou un cône, à un emplacement déterminé lors du briefing d'avant course des pilotes et mécaniciens.
Dans une compétition automobile internationale, les courses avec des départs lancés sont généralement lancées par un commissaire starter qui fait déclenche le passage des feux de départ du rouge au vert après un nombre spécifié de tours sous drapeau vert derrière la voiture de tête ou la voiture de sécurité. Au moment du départ, des feux rouges sont allumés lors du dernier tour de neutralisation et passent au vert lorsque le peloton est correctement formé. Les départs lancés peuvent être interrompus en laissant les feux rouges allumés ainsi par l'affichage d'une indication "Tour de formation supplémentaire" (Extra Formation Lap) et/ou par des feux jaunes clignotants.
Pour éviter que des pilotes ne tirent un avantage lors d'un départ lancé, des règles sont établis dans les différentes courses et championnats. Les pilotes doivent par exemple rester derrière la voiture de sécurité et maintenir leur position dans la formation, à moins d'entrer dans les stands ou d'obtenir l’autorisation de dépasser. Les pilotes de la ligne intérieure ne peuvent pas dépasser les voitures à l'extérieur tant qu'ils n'ont pas franchi la ligne de départ. De plus, une fois que la voiture de sécurité est sortie de la piste, les pilotes doivent maintenir leur vitesse et leur position dans leur ligne jusqu'au moment où le drapeau vert est brandi. Le pilote en tête ne peut pas ralentir excessivement lors du redémarrage pour forcer les voitures à l'arrière à se regrouper, ce qui lui donnerait un avantage.

Le départ est au peloton à double file au Daytona 500 de 2015.

Les départs lancés sont utilisés dans plusieurs catégories de sports mécaniques comme les courses de stock-cars, de sport-prototype, de grand tourisme ainsi que dans plusieurs championnats mondiaux de voitures de tourisme. En Formule, les départs arrêtés sont préférés en raison des risques de l'exposition des pilotes en cas d'accident dans les monoplaces à cockpit ouvert, des caractéristiques techniques des monoplaces à accélération rapide ou de la physique derrière le sport (être près de la monoplace d'un concurrent trop longtemps peut provoquer une surchauffe des pneumatiques et des problèmes de moteur).
Le départ d'une course peut organiser avec les voitures en formation en lignes spécifique. La formation peut s'organiser en double file comme en NASCAR ou en triple file sur l'épreuve des 500 miles d'Indianapolis. Les relances se font en revanche souvent en file indienne, mais les voitures retardataires peuvent former une deuxième ligne à l'intérieur. Sur certains courts circuits en ovale, et selon une règle adoptée par la NASCAR en juin 2009 et en IndyCar en 2011, les relances se font en double file avec le choix du leader d'être à l'intérieur ou à l'extérieur de la formation.

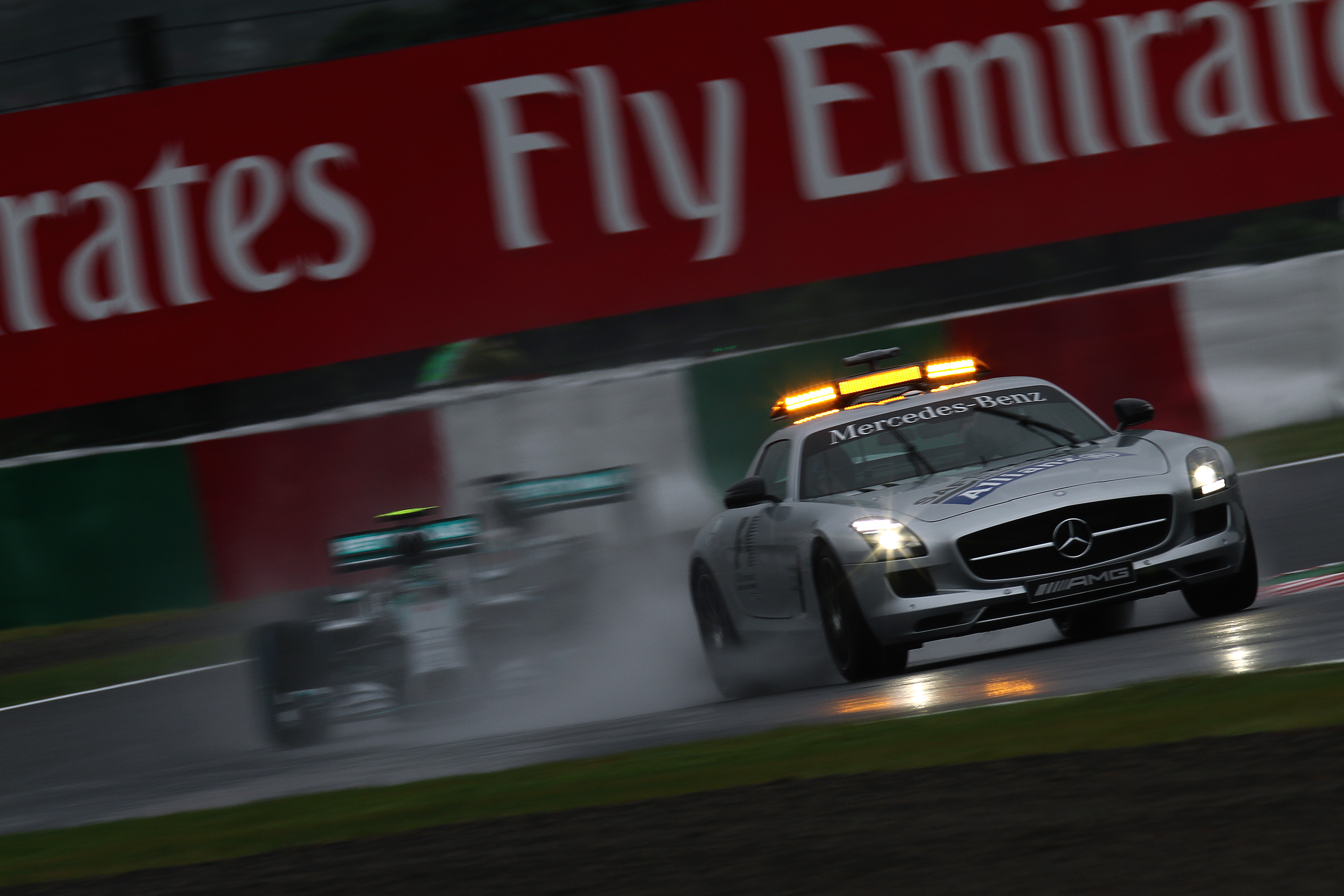
Les deux monoplaces Mercedes suivant la voiture de sécurité lors du Grand Prix automobile du Japon 2014

Les redémarrages dans les sports mécaniques sont majoritairement organisés avec des départs lancés par contrainte de temps ; il est plus rapide de relancer une course avec un départ lancé qu'avec un départ arrêté (selon le Code FIA, en cas d'interruption de course par drapeau rouge, un délai de dix minutes est donnée aux compétiteurs avant le redémarrage de la course via un départ arrêté). En Formule 1, en cas de piste excessivement humide, un départ lancé peut être utilisé pour lancer la course avec les voitures derrière la voiture de sécurité. Dans de tels cas, le Grand Prix est lancé sous régime de voiture de sécurité et le décompte des tours se déclenche immédiatement.
Il est arrivé à plusieurs occasions que des Grands Prix se soient déroulés avec un départ lancé sous régime de voiture de sécurité en raison des conditions météorologiques. On retrouve les Grands Prix de Belgique 1997 et 2000, du Brésil 2003, du Japon 2007 et 2014, d'Italie 2008, de Chine 2009, de Corée du Sud 2010, du Canada 2011 et de Monaco 2016. Lors de la relance de course, la voiture de sécurité quitte la piste et le peloton s'élance en file indienne une fois le drapeau vert brandi.